# Жоли, Морис
Мори́с Жоли́ (фр. Maurice Joly; 22 сентября 1829, Лонс-ле-Сонье, — 15 июля 1878, Париж) — французский адвокат и публицист, известный как автор памфлета «Диалог в аду между Макиавелли и Монтескьё» (Dialogue aux enfers entre Machiavel et Montesquieu), направленного против политического режима Наполеона III.

## Жизнь и творчество
Многие сведения о жизни Мориса Жоли содержатся в автобиографии «Морис Жоли, его жизнь и его программа»
,
написанной им в ноябре 1870 года во время 10-дневного тюремного заключения в Консьержери, а также в книге Анри Роллена «Апокалипсис нашего времени»

и в предисловиях к изданию книг Жоли «Плебисцит» и «Цезарь» 1996 г.
.
Жоли пишет, что он родился в семье француза и итальянки. Его отец был членом законодательного собрания департамента Юра, а дед по материнской линии — казначеем Корсики и генеральным секретарем военно-морского министерства в Неаполе.
Начал изучать юриспруденцию в Дижоне, но в 1849 году прервал учёбу и переехал в Париж, где работал десять лет в различных министерствах на незначительных должностях. В 1859 году Жоли окончил обучение и был принят в парижскую коллегию адвокатов.
В 1862 г. по совету Жюля Греви Жоли начал сочинять литературные портреты знаменитых адвокатов
,
наживая себе врагов среди коллег по цеху. В 1863 году Жоли опубликовал работу «Парижская коллегия адвокатов»
,
снискавшую автору популярность. Затем последовали «Принципы '89»

— книга с критикой конституции 1852 года и сатирический памфлет под названием «Политическая экономика Юры»
.

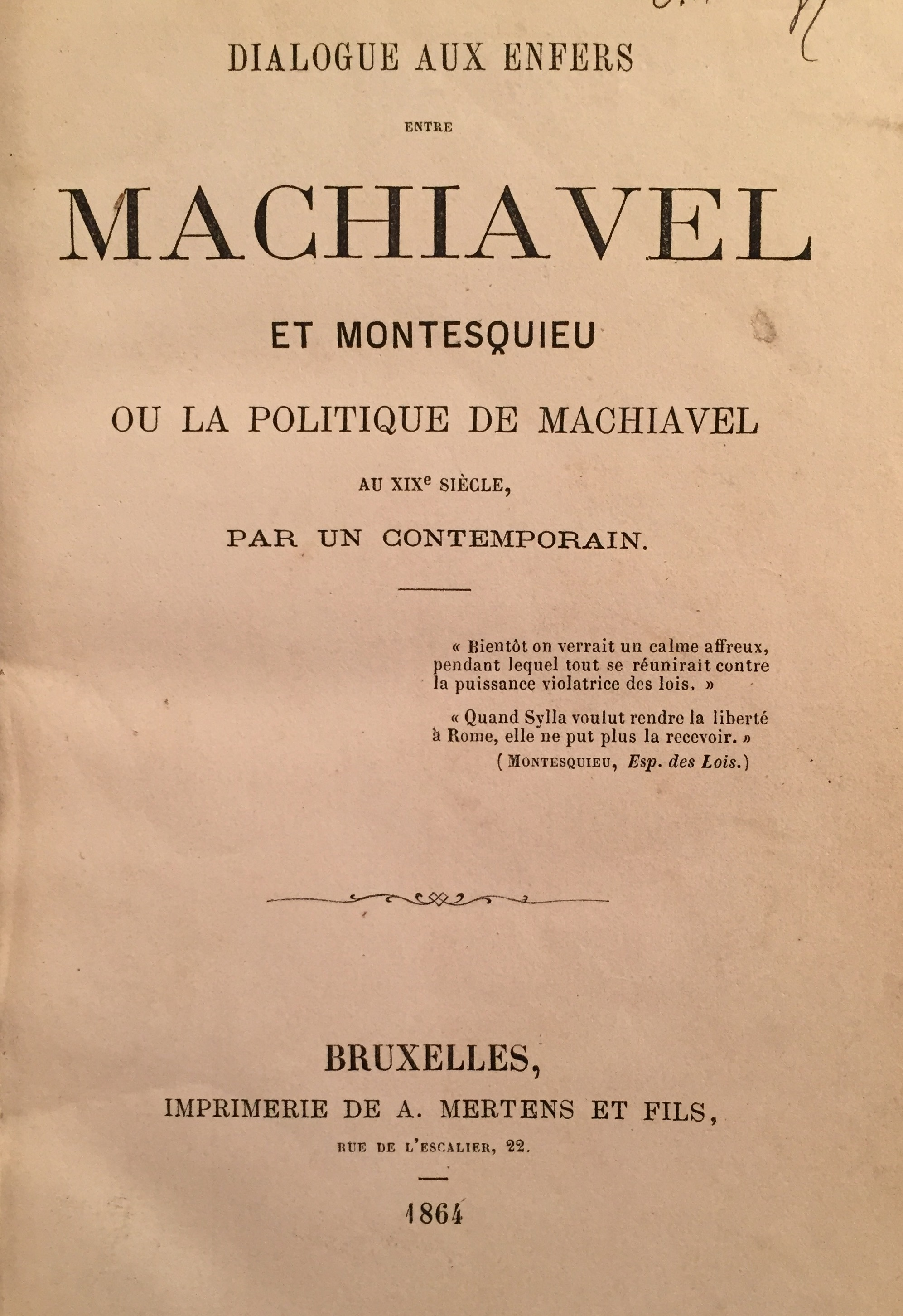
Dialogue aux enfers, 1864

В 1864 году Жоли написал ставшие позднее знаменитыми «Разговоры Макиавелли и Монтескьё в царстве мертвых». По утверждению автора
,
идея написать политическую сатиру на ненавистный ему режим Луи-Наполеона в виде диалога покойников пришла ему в голову во время прогулки по берегу Сены, под впечатлением «Бесед о торговле зерном»

аббата Галиани. Кроме того, литературная форма разговора в царстве мертвых была популярна во Франции со времен Фонтенеля. С помощью этого приема Жоли рассчитывал обойти запрет на открытую критику правительства.
В книге 25 диалогов. Яркий представитель эпохи Просвещения благородный барон де Монтескьё отстаивает позиции умеренного правления и соблюдения прав личности, а флорентийский политик Средневековья злокозненный Макиавелли берется доказать своему собеседнику, что управлять людьми можно только силой и хитростью, и что деспотия — это потребность современного общества.
«Макиавелли: Ты пишешь в „Духе законов“, что законодатель должен сообразовываться с народным духом, так как лучше всего мы делаем то, что делаем свободно и в согласии с нашим природным гением, и ты полагаешь это аксиомой. Так вот, мне не понадобится и двадцати лет, чтобы сломить дух самого непокорного европейского народа и погрузить его в такую же деспотию, в какой пребывают народы Азии.» Собеседники заключают пари. Побеждает Макиавелли, который шаг за шагом описывает те действия, которые предпринял Наполеон III для установления деспотии во Франции. Последняя реплика в диалоге принадлежит Монтескьё: «Господь Всевышний, что ты допустил!..»
.
Закончив рукопись, Жоли по возвращении в Париж сделал попытку её издать, представив «Разговоры» как переведённое с английского языка сочинение некоего Макферсона (намек на автора знаменитой литературной подделки «Поэмы Оссиана» Джеймса Макферсона). Однако издатель отказался печатать книгу, заметив, что Макиавелли в ней очень похож на Наполеона III. В конце 1864 года «Разговоры» были опубликованы в Брюсселе издательством «Мертинс и сыновья» от лица «современника» без указания имени автора. Однако при попытке пересечения франко-бельгийской границы 16 марта 1865 г. груз с книгами был захвачен полицией, а у Мориса Жоли, в его парижской квартире, прошёл обыск. 28 апреля 1865 года Морис Жоли был приговорен коррекционным трибуналом (без присяжных) к 15-месячному тюремному заключению и штрафу в 200 франков «за возбуждение ненависти и презрения к правительству Империи». После отклонения апелляции 2 июня 1865 г. и кассации 19 января 1866, Жоли отбывал свой срок в тюрьме Святой Пелагии с 14 февраля 1866 года.
После освобождения Жоли находился под надзором властей, но продолжал попытки вести общественную и политическую деятельность. Основанный Жоли журнал «Le Palais» закрылся после скандала и дуэли с одним из учредителей. Случайным образом оказался замешан в попытку свержения Правительства народной обороны 31 октября 1870 г., за что был подвергнут лишению свободы сроком на 10 дней в тюрьме Консьержери. Вопреки бытующему мнению, Морис Жоли не принимал участия в Парижской Коммуне 1871 года (его путают с Мишелем Жоли, национальным гвардейцем и членом мэрии 1-го округа Парижа).

В конце своего жизненного пути Морис Жоли вступил в масонскую ложу La Clémente amitié.
Жоли бретерствовал и сутяжничал, добиваясь популярности. Однако имя его оставалось безвестным и газеты не хотели иметь с ним дело. В октябре 1877 года во время предвыборной кампании Жоли организовал «независимый комитет» и затеял аферу с поддельными подписями в пользу кандидата Дагэн. Этот Дагэн баллотировался в Законодательный корпус против Жюля Греви от департамента Юра. Афера была раскрыта сотрудниками газеты Le XIXe Siècle. Жоли подал в суд на Le XIXe Siècle и ещё 10 газет за то, что они отказались публиковать его разъяснение по поводу инцидента с «независимым комитетом».
 Жоли проиграл суд против газет. После этой истории совет Парижской коллегии адвокатов предложил Морису Жоли подать в отставку, дабы не позорить корпорацию. 2 июля Морис Жоли подал заявление о выходе из Коллегии.
Морис Жоли застрелился из револьвера 7 июля 1878 г. Его тело было обнаружено в понедельник 15 июля 1878 года в квартире на третьем этаже по адресу Набережная Вольтера 5, в Париже.
.

## Посмертная слава
Слава пришла к Морису Жоли много позже, загадочным и неожиданным образом. В начале XX века его «Диалог в аду между Макиавелли и Монтескьё» были использованы в царской России для изготовления литературной фальшивки — печально знаменитых «Протоколов сионских мудрецов».
Плагиат был разоблачен корреспондентом газеты «Таймс» Филипом Грейвсом (1921),
а затем основательно доказан в ходе Бернского процесса (1934—1935) и позднейшим текстологическим исследованием Чезаре Де Микелиса (2004).
Итальянский писатель Умберто Эко утверждает, что Жоли, в свою очередь, заимствовал не менее 7 страниц текста «Разговоров» из книги Эжена Сю «Тайны народа» («Mysteres du Peuple», 1849—1857). Жоли также является персонажем романа Эко «Пражское кладбище».
В 2015 году в Лонс-ле-Сонье, родном городе Мориса Жоли, появилась улица, названная его именем (Rue Maurice Joly).

## Список произведений
- 1863: Le Barreau de Paris, études politiques et littéraires. Paris, Gosselin.
- 1863: Les Principes de 89 par Maurice Joly, avocat. Paris, E. Dentu.
- 1864: Dialogue aux enfers entre Machiavel et Montesquieu ou la politique de Machiavel au XIXe siècle. Bruxelles, A. Mertens et fils.
- [Морис Жоли. Разговоры Макиавелли и Монтескьё в царстве мертвых. — Сан-Франциско, 2016; — 190 с.]
- 1865: César, Paris, Martin-Beaupré frères.
- 1868: Recherches sur l’art de parvenir. Paris, Amyot.
- 1870: Maurice Joly, son passé, son programme, par lui-même. Paris, Lacroix, Verbɶckhoven et Co.
- 1872: Le Tiers-Parti républicain. Paris, E. Dentu.
- 1876: Les Affamés, étude de mœurs contemporains. Paris, E. Dentu.